# Dénes Kőnig

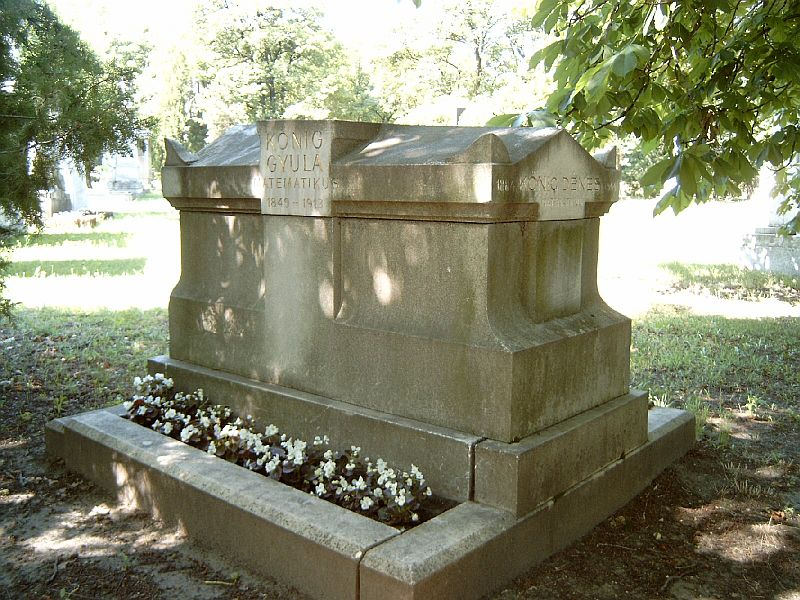
Hroby Gyuly a Dénese Kőnigových na Kerepešském hřbitově v Budapešti

Dénes Kőnig (21. září 1884, Budapešť – 19. října 1944) byl židovský matematik. Zabýval se teorií grafů. Byl synem jiného slavného matematika Gyuly Königa.

## Profesní život
Narodil se v Budapešti v rodině maďarských Židů. Vystudoval budapešťskou Technickou univerzitu a v roce 1907 na ní získal doktorát za práci Elementary Discussion of Rotations and Finite Rotation Group of a Space of Many Dimensions. Část studia také strávil v Göttingenu, kde byl ovlivněn přednáškami Hermana Minkowského. V roce 1935 se stal profesorem na téže univerzitě, na níž vystudoval.